# Campeonato Mundial de Baloncesto Femenino Sub-17 de 2024
El VIII Campeonato Mundial de Baloncesto Femenino Sub-17 se celebró en León e Irapuato, México entre el 13 y el 21 de julio de 2024 bajo la organización de la Federación Internacional de Baloncesto.
Esta fue la primera vez que México será sede de un evento mundial de Baloncesto. También fue la primera vez que el torneo se celebró fuera de Europa.
Un total de dieciséis selecciones nacionales de cinco confederaciones continentales compitieron por el título de campeón mundial, cuyo portador era el equipo de Estados Unidos, vencedor del Mundial de 2022.
En esta edición el equipo vencedor fue Estados Unidos, quién ganó todos sus partidos y derrotó a Canadá en la final.

## Clasificados
| Competición                                      | Fecha                   | Sede     | Plazas | Clasificados                                |
| ------------------------------------------------ | ----------------------- | -------- | ------ | ------------------------------------------- |
| País anfitrión                                   | 30 de noviembre de 2022 | Mies     | 1      | México                                      |
| Campeonato FIBA Américas Femenino Sub-16 de 2023 | 11-19 de junio de 2023  | Mérida   | 4      | Estados Unidos Canadá Argentina Puerto Rico |
| Campeonato FIBA Asia Femenino Sub-16 de 2023     | 10-16 de julio de 2023  | Amán     | 4      | Australia Japón Nueva Zelanda China Taipéi  |
| Campeonato FIBA África Femenino Sub-16 de 2023   | 11-20 de julio de 2023  | Monastir | 2      | Malí Egipto                                 |
| Campeonato FIBA Europa Femenino Sub-16 de 2023   | 11-19 de agosto de 2023 | Esmirna  | 5      | Francia España Italia Finlandia Croacia     |
| TOTAL                                            |                         |          | 16     |                                             |

## Organización

### Sedes
| León             | Irapuato         | León Irapuato |
| Domo de la Feria | Inforum          | León Irapuato |
| Capacidad: 7 000 | Capacidad: 6 000 | León Irapuato |
|                  |                  | León Irapuato |

## Fase de grupos
Todos los horarios corresponden al huso horario local (GMT-6)

### Sistema de competencia
Fase de grupos
Los dieciséis (16) equipos participantes están divididos en cuatro (4) grupos (A, B, C, y D) compuestos por cuatro (4) equipos cada uno de ellos. Cada equipo jugará contra el resto de equipos de su propio grupo (un total de 3 partidos para cada equipo).
Fase Final
Todos los equipos se clasifican para la ronda de octavos de final, en la cual se enfrentarán de forma cruzada entre los Grupos A, B, C y D (A1 - B4, A2 - B3, etc.). Los ganadores de octavos de final avanzan a la ronda de cuartos de final, mientras que los no clasificados pasarán a jugar los partidos de clasificación para las posiciones entre 9-16.

### Grupo A
|   | Equipo    | Pts | PG | PP | PF  | PC  | Dif  |
| - | --------- | --- | -- | -- | --- | --- | ---- |
| 1 | España    | 6   | 3  | 0  | 237 | 124 | 113  |
| 2 | Japón     | 5   | 2  | 1  | 203 | 171 | 32   |
| 3 | Finlandia | 4   | 1  | 2  | 159 | 191 | −32  |
| 4 | Argentina | 3   | 0  | 3  | 131 | 244 | −113 |

| 13 de julio | España                                           | 99–29                              | Argentina                                                                         | León |  |
| 13:00       | Parciales: 24-11, 22-4, 26-5, 27-9               | Parciales: 24-11, 22-4, 26-5, 27-9 | Parciales: 24-11, 22-4, 26-5, 27-9                                                | |  |
|             | Estadísticas Cargol 22 Sanz 8 Cargol 9 Cargol 33 | Reporte Pts Reb Asts Val           | Estadísticas 6 Barrionuevo, Roldan 7 Morell 2 Depetris, Ingenito, Morell 9 Roldan | Pabellón: Domo de la Feria Asistencia: 346 espectadores Árbitros: Edwin Quiles Rodríguez Ji Youn Lee Franko Gracin |  |

| 13 de julio | Japón                                            | 62–60                                | Finlandia                                         | León |  |
| 15:30       | Parciales: 12-16, 12-9, 18-13, 20-22             | Parciales: 12-16, 12-9, 18-13, 20-22 | Parciales: 12-16, 12-9, 18-13, 20-22              | |  |
|             | Estadísticas Suzuki 14 Abe 13 Yamada 6 Suzuki 16 | Reporte Pts Reb Asts Val             | Estadísticas 15 Talonen 11 Ogun 3 Mace 15 Talonen | Pabellón: Domo de la Feria Asistencia: 284 espectadores Árbitros: Mihkel Männiste Alexandra-Ioana Stan Issam Al Siyabi |  |

| 14 de julio | Finlandia                                                       | 35–71                               | España                                             | León                                                                                                   |  |
| 13:00       | Parciales: 12-12, 6-15, 11-21, 6-23                             | Parciales: 12-12, 6-15, 11-21, 6-23 | Parciales: 12-12, 6-15, 11-21, 6-23                | |  |
|             | Estadísticas Talonen 16 Ogun 12 Talonen, Loukola, Ogun 2 Ogun 6 | Reporte Pts Reb Asts Val            | Estadísticas 19 Okeke 11 Mouriño 7 García 29 Okeke | Pabellón: Domo de la Feria Asistencia: 300 espectadores Árbitros: Ji Youn Lee Kevin Lei Ruben Woolcock |  |

| 14 de julio | Argentina                                                   | 44–81                                | Japón                                                       | León |  |
| 15:30       | Parciales: 14-20, 10-20, 6-22, 14-19                        | Parciales: 14-20, 10-20, 6-22, 14-19 | Parciales: 14-20, 10-20, 6-22, 14-19                        | |  |
|             | Estadísticas Boullon 12 Barrionuevo 8 Depetris 3 Depetris 9 | Reporte Pts Reb Asts Val             | Estadísticas 14 Hamada, Seito 12 Suzuki 10 Yamada 22 Yamada | Pabellón: Domo de la Feria Asistencia: 180 espectadores Árbitros: Ventsislav Velikov Paulina Karolina Gajdosz Natascha Onono |  |

| 16 de julio | Argentina                                                | 58–64                                | Finlandia                                                 | León |  |
| 13:00       | Parciales: 12-13, 23-15, 2-26, 21-10                     | Parciales: 12-13, 23-15, 2-26, 21-10 | Parciales: 12-13, 23-15, 2-26, 21-10                      | |  |
|             | Estadísticas Depetris 17 Morell 8 Depetris 6 Depetris 14 | Reporte Pts Reb Asts Val             | Estadísticas 17 Seppa 13 Seppa 2 cinco jugadoras 23 Seppa | Pabellón: Domo de la Feria Asistencia: 92 espectadores Árbitros: Franko Gracin Kevin Lei Alexandra-Ioana Stan |  |

| 16 de julio | Japón                                        | 60–67                                 | España                                         | León |  |
| 18:00       | Parciales: 10-20, 15-14, 10-14, 25-19        | Parciales: 10-20, 15-14, 10-14, 25-19 | Parciales: 10-20, 15-14, 10-14, 25-19          | |  |
|             | Estadísticas Hamada 16 Abe 6 Hamada 4 Abe 12 | Reporte Pts Reb Asts Val              | Estadísticas 18 Sanz 16 Okeke 5 García 26 Sanz | Pabellón: Domo de la Feria Asistencia: 300 espectadores Árbitros: James Griguol Paulina Karolina Gajdosz Ruben Woolcock |  |

### Grupo B
|   | Equipo        | Pts | PG | PP | PF  | PC  | Dif |
| - | ------------- | --- | -- | -- | --- | --- | --- |
| 1 | Italia        | 6   | 3  | 0  | 226 | 155 | 71  |
| 2 | Nueva Zelanda | 5   | 2  | 1  | 145 | 199 | −54 |
| 3 | Malí          | 4   | 1  | 2  | 160 | 230 | −70 |
| 4 | México        | 3   | 0  | 3  | 183 | 230 | −47 |

| 13 de julio | Italia                                                     | 71–63                                 | Nueva Zelanda                                        | León |  |
| 18:00       | Parciales: 19-21, 22-11, 14-12, 16-19                      | Parciales: 19-21, 22-11, 14-12, 16-19 | Parciales: 19-21, 22-11, 14-12, 16-19                | |  |
|             | Estadísticas Mohamud 27 Mohamud 15 Giacchetti 4 Mohamud 27 | Reporte Pts Reb Asts Val              | Estadísticas 24 Flavell 7 Sefo 3 McMechan 15 Flavell | Pabellón: Domo de la Feria Asistencia: 120 espectadores Árbitros: Ventsislav Velikov Paulina Karolina Gajdosz James Griguol |  |

| 13 de julio | México                                                | 61–62                               | Malí                                                 | León                                                                                                   |  |
| 20:45       | Parciales: 7-18, 21-23, 17-15, 16-6                   | Parciales: 7-18, 21-23, 17-15, 16-6 | Parciales: 7-18, 21-23, 17-15, 16-6                  | |  |
|             | Estadísticas Romero 16 Le Baron 8 Acuña 5 Le Baron 18 | Reporte Pts Reb Asts Val            | Estadísticas 14 Keita 16 Singare 6 Traore 16 Singare | Pabellón: Domo de la Feria Asistencia: 500 espectadores Árbitros: Kevin Lei Natascha Onono Petar Pesic |  |

| 14 de julio | Malí                                                           | 51–85                                | Italia                                                              | León |  |
| 18:00       | Parciales: 16-14, 2-22, 22-36, 11-13                           | Parciales: 16-14, 2-22, 22-36, 11-13 | Parciales: 16-14, 2-22, 22-36, 11-13                                | |  |
|             | Estadísticas Keita 13 Mariko, Singare 6 Ouattara 5 Ouattara 11 | Reporte Pts Reb Asts Val             | Estadísticas 19 Baldassarre 8 Giacchetti 8 Giacchetti 19 Giacchetti | Pabellón: Domo de la Feria Asistencia: 483 espectadores Árbitros: Mihkel Männiste Edwin Quiles Rodríguez James Griguol |  |

| 14 de julio | Nueva Zelanda                                             | 98–81                                 | México                                               | León |  |
| 20:30       | Parciales: 19-22, 20-15, 33-18, 26-26                     | Parciales: 19-22, 20-15, 33-18, 26-26 | Parciales: 19-22, 20-15, 33-18, 26-26                | |  |
|             | Estadísticas Flavell 25 Hastings 9 Hippolite 6 Flavell 32 | Reporte Pts Reb Asts Val              | Estadísticas 23 Romero 9 Le Baron 6 Romero 23 Romero | Pabellón: Domo de la Feria Asistencia: 638 espectadores Árbitros: Franko Gracin Alexandra-Ioana Stan Jing Hu |  |

| 16 de julio | Malí                                                   | 47–84                                | Nueva Zelanda                                                       | León |  |
| 15:30       | Parciales: 9-13, 10-23, 14-24, 14-24                   | Parciales: 9-13, 10-23, 14-24, 14-24 | Parciales: 9-13, 10-23, 14-24, 14-24                                | |  |
|             | Estadísticas Diarra 13 Mariko 10 Diarra 4 A. Samake 18 | Reporte Pts Reb Asts Val             | Estadísticas 19 Flavell 10 Sefo, Hippolite 5 Hippolite 19 Hippolite | Pabellón: Domo de la Feria Asistencia: 75 espectadores Árbitros: Ventsislav Velikov Petar Pesic Edwin Quiles Rodríguez |  |

| 16 de julio | Italia                                                          | 70–41                               | México                                                              | León |  |
| 20:30       | Parciales: 15-8, 10-9, 21-11, 24-13                             | Parciales: 15-8, 10-9, 21-11, 24-13 | Parciales: 15-8, 10-9, 21-11, 24-13                                 | |  |
|             | Estadísticas Ostoni 21 D'este 20 Giacchetti, Gorini 6 D'este 34 | Reporte Pts Reb Asts Val            | Estadísticas 10 Romero 7 Le Baron 7 Acuña 7 Henry, Le Baron, Romero | Pabellón: Domo de la Feria Asistencia: 954 espectadores Árbitros: Mihkel Männiste Ji Youn Lee Issam Al Siyabi |  |

### Grupo C
|   | Equipo         | Pts | PG | PP | PF  | PC  | Dif  |
| - | -------------- | --- | -- | -- | --- | --- | ---- |
| 1 | Estados Unidos | 6   | 3  | 0  | 326 | 133 | 193  |
| 2 | Australia      | 5   | 2  | 1  | 218 | 215 | 3    |
| 3 | Croacia        | 4   | 1  | 2  | 206 | 284 | −78  |
| 4 | Puerto Rico    | 3   | 0  | 3  | 147 | 265 | −118 |

| 13 de julio | Puerto Rico                                                                 | 65–77                                 | Croacia                                             | Irapuato                                                                           |  |
| 17:45       | Parciales: 16-29, 19-11, 14-11, 16-26                                       | Parciales: 16-29, 19-11, 14-11, 16-26 | Parciales: 16-29, 19-11, 14-11, 16-26               |                                                                                    |  |
|             | Estadísticas Guerra, Robles 16 Jackson, Nieves8 Canales, Robles 3 Robles 15 | Reporte Pts Reb Asts Val              | Estadísticas 21 Vukosa 23 Vukosa 4 Vukosa 29 Vukosa | Pabellón: Inforum (Irapuato) Árbitros: Aline García Juozas Barkauskas Cisil Güngör |  |

| 13 de julio | Australia                                       | 55–82                                | Estados Unidos                                                  | Irapuato |  |
| 20:15       | Parciales: 15-17, 17-25, 10-31, 13-9            | Parciales: 15-17, 17-25, 10-31, 13-9 | Parciales: 15-17, 17-25, 10-31, 13-9                            | |  |
|             | Estadísticas Somfai 15 Fagan 9 Ryan 3 Somfai 17 | Reporte Pts Reb Asts Val             | Estadísticas 14 Robinson 9 Woliczko 2 Palmer, Lampley 14 Palmer | Pabellón: Inforum (Irapuato) Asistencia: 1800 espectadores Árbitros: Orlando José Varela Díaz Franco Ronconi Martin Davison |  |

| 14 de julio | Estados Unidos                                                         | 121–36                             | Puerto Rico                                                 | Irapuato |  |
| 17:30       | Parciales: 39-7, 36-7, 24-7, 22-15                                     | Parciales: 39-7, 36-7, 24-7, 22-15 | Parciales: 39-7, 36-7, 24-7, 22-15                          | |  |
|             | Estadísticas Palmer 20 Bjorn, Wilson 9 Grant, Abii, Palmer 4 Palmer 26 | Reporte Pts Reb Asts Val           | Estadísticas 8 Robles, Jackson 8 Jackson 3 Robles 8 Jackson | Pabellón: Inforum (Irapuato) Asistencia: 1000 espectadores Árbitros: Chuen Wing Leong Silvia Marziali Claudio Eiuba |  |

| 14 de julio | Croacia                                                             | 87–96                                 | Australia                                                    | Irapuato |  |
| 20:00       | Parciales: 26-14, 12-17, 26-41, 23-24                               | Parciales: 26-14, 12-17, 26-41, 23-24 | Parciales: 26-14, 12-17, 26-41, 23-24                        | |  |
|             | Estadísticas Bilic 23 Vukosa 9 Arnautovic, Bilic, Vukosa 5 Bilic 21 | Reporte Pts Reb Asts Val              | Estadísticas 25 Perkins 7 Fagan, Somfai 7 Perkins 29 Perkins | Pabellón: Inforum (Irapuato) Asistencia: 1343 espectadores Árbitros: Fernando Calatrava Yezid Valentine Carreño Pinzon Jesús López Díaz |  |

| 16 de julio | Puerto Rico                                                        | 46–67                              | Australia                                                      | Irapuato                                                                                |  |
| 15:00       | Parciales: 6-18, 7-22, 16-7, 17-20                                 | Parciales: 6-18, 7-22, 16-7, 17-20 | Parciales: 6-18, 7-22, 16-7, 17-20                             |                                                                                         |  |
|             | Estadísticas Jackson 14 Robles 4 Guerra, Nieves 2 Hodge, Canales 8 | Reporte Pts Reb Asts Val           | Estadísticas 12 Jackson 12 Fagan 4 Russell, Petrie 24 S. Fagan | Pabellón: Inforum (Irapuato) Árbitros: Chuen Wing Leong Franco Ronconi Yana Nikogossyan |  |

| 16 de julio | Estados Unidos                                    | 123–42                              | Croacia                                            | Irapuato |  |
| 20:00       | Parciales: 24-15, 34-15, 30-9, 35-3               | Parciales: 24-15, 34-15, 30-9, 35-3 | Parciales: 24-15, 34-15, 30-9, 35-3                | |  |
|             | Estadísticas Wilson 21 Palmer 8 Bjorn 6 Wilson 25 | Reporte Pts Reb Asts Val            | Estadísticas 12 Vukosa 11 Vukosa 3 Bilic 20 Vukosa | Pabellón: Inforum (Irapuato) Asistencia: 1800 espectadores Árbitros: Orlando José Varela Díaz Aline García Larissa Sales Rodrigues |  |

### Grupo D
|   | Equipo       | Pts | PG | PP | PF  | PC  | Dif  |
| - | ------------ | --- | -- | -- | --- | --- | ---- |
| 1 | Canadá       | 6   | 3  | 0  | 275 | 155 | 120  |
| 2 | Francia      | 5   | 2  | 1  | 222 | 164 | 58   |
| 3 | China Taipéi | 4   | 1  | 2  | 172 | 229 | −57  |
| 4 | Egipto       | 3   | 0  | 3  | 141 | 262 | −121 |

| 13 de julio | China Taipéi                         | 44–72                                | Francia                                                                    | Irapuato |  |
| 12:30       | Parciales: 11-27, 9-11, 10-16, 14-18 | Parciales: 11-27, 9-11, 10-16, 14-18 | Parciales: 11-27, 9-11, 10-16, 14-18                                       | |  |
|             | Estadísticas Lin 8 Peng 4 Pan 2 Wu 7 | Reporte Pts Reb Asts Val             | Estadísticas 10 Tournebize, Loubens, Cisse 10 Bentoumi 5 Broliron 18 Cisse | Pabellón: Inforum (Irapuato) Asistencia: 178 espectadores Árbitros: Chuen Wing Leong Silvia Marziali Yana Nikogossyan |  |

| 13 de julio | Egipto                                                     | 44–95                                | Canadá                                                           | Irapuato                                                                                               |  |
| 15:00       | Parciales: 9-34, 13-27, 12-14, 10-20                       | Parciales: 9-34, 13-27, 12-14, 10-20 | Parciales: 9-34, 13-27, 12-14, 10-20                             | |  |
|             | Estadísticas Abouelghait 8 Elhemaly 7 Elsayed 3 Elhemaly 9 | Reporte Pts Reb Asts Val             | Estadísticas 18 Makeer 28 10 Swords, Parchment 6 Prawl 33 Makeer | Pabellón: Inforum (Irapuato) Árbitros: Fernando Calatrava Yezid Valentine Carreño Pinzon Claudio Eiuba |  |

| 14 de julio | Francia                                                     | 98–52                                 | Egipto                                                                                        | Irapuato |  |
| 12:30       | Parciales: 21-12, 25-17, 30-11, 22-12                       | Parciales: 21-12, 25-17, 30-11, 22-12 | Parciales: 21-12, 25-17, 30-11, 22-12                                                         | |  |
|             | Estadísticas Kavoka 17 Cisse 9 Broliro, Bentoumi 4 Cisse 23 | Reporte Pts Reb Asts Val              | Estadísticas 14 Abouelghait 4 Elgendy, Elshenawy 2 Elgoly, Elhemaly, Alhalawany 9 Abouelghait | Pabellón: Inforum (Irapuato) Asistencia: 100 espectadores Árbitros: Orlando José Varela Díaz Cisil Güngör Larissa Sales Rodrigues |  |

| 14 de julio | Canadá                                              | 112–59                                | China Taipéi                               | Irapuato |  |
| 15:00       | Parciales: 35-11, 30-11, 20-22, 27-15               | Parciales: 35-11, 30-11, 20-22, 27-15 | Parciales: 35-11, 30-11, 20-22, 27-15      | |  |
|             | Estadísticas Makeer 22 Fami 8 Parchment 4 Makeer 23 | Reporte Pts Reb Asts Val              | Estadísticas 14 Pan 6 Peng 6 Pan 13 Y. Hsu | Pabellón: Inforum (Irapuato) Asistencia: 253 espectadores Árbitros: Aline García Juozas Barkauskas Franco Ronconi |  |

| 16 de julio | Canadá                                                              | 68–52                                | Francia                                                     | Irapuato |  |
| 12:30       | Parciales: 21-13, 14-17, 23-8, 10-14                                | Parciales: 21-13, 14-17, 23-8, 10-14 | Parciales: 21-13, 14-17, 23-8, 10-14                        | |  |
|             | Estadísticas Swords 25 Makeer, Prawl, Parchment 8 Prawl 4 Swords 29 | Reporte Pts Reb Asts Val             | Estadísticas 17 Loubens 6 Otto, Poilve 3 Simplot 11 Loubens | Pabellón: Inforum (Irapuato) Asistencia: 871 espectadores Árbitros: Fernando Calatrava Silvia Marziali Jesús López Díaz |  |

| 16 de julio | China Taipéi                                 | 69–45                               | Egipto                                                                              | Irapuato |  |
| 17:30       | Parciales: 18-15, 17-9, 17-8, 17-13          | Parciales: 18-15, 17-9, 17-8, 17-13 | Parciales: 18-15, 17-9, 17-8, 17-13                                                 | |  |
|             | Estadísticas Pan 15 Peng 11 Peng 6 Y. Hsu 20 | Reporte Pts Reb Asts Val            | Estadísticas 10 J. Elbaz 10 Khadiga Abouelghait Abouelghait 3 Elgoly 11 Abouelghait | Pabellón: Inforum (Irapuato) Asistencia: 768 espectadores Árbitros: Cisil Güngör Juozas Barkauskas Martin Davison |  |

## Cuadro final
Todos los horarios corresponden al huso horario local (GMT-6)
|  | Octavos de final | Octavos de final |                |                | Cuartos de final | Cuartos de final |  |         | Semifinales | Semifinales |         |                | Final        | Final       |  |
|  | 17 de julio      | 17 de julio      |                |                | 19 de julio      | 19 de julio      |  |         | 20 de julio | 20 de julio |         |                | 21 de julio  | 21 de julio |  |
|  |                  |                  |                |                |                  |                  |  |         |             |             |         |                |              |             |  |
|  |                  |                  |                |                |                  |                  |  |         |             |             |         |                |              |             |  |
|  | Croacia          | 59               |                |                |                  |                  |  |         |             |             |         |                |              |             |  |
|  | Croacia          | 59               |                |                |                  |                  |  |         |             |             |         |                |              |             |  |
|  | Francia          | 63               |                |                |                  |                  |  |         |             |             |         |                |              |             |  |
|  | Francia          | 63               |                | Francia        | 83               |                  |  |         |             |             |         |                |              |             |  |
|  |                  |                  |                | Francia        | 83               |                  |  |         |             |             |         |                |              |             |  |
|  |                  |                  | Italia         | 51             |                  |                  |  |         |             |             |         |                |              |             |  |
|  | Argentina        | 49               | Italia         | 51             |                  |                  |  |         |             |             |         |                |              |             |  |
|  | Argentina        | 49               |                |                |                  |                  |  |         |             |             |         |                |              |             |  |
|  | Italia           | 67               |                |                |                  |                  |  |         |             |             |         |                |              |             |  |
|  | Italia           | 67               |                |                |                  |                  |  | Francia | 66          |             |         |                |              |             |  |
|  |                  |                  |                |                |                  |                  |  | Francia | 66          |             |         |                |              |             |  |
|  |                  |                  | Estados Unidos | 84             |                  |                  |  |         |             |             |         |                |              |             |  |
|  | Estados Unidos   | 114              | Estados Unidos | 84             |                  |                  |  |         |             |             |         |                |              |             |  |
|  | Estados Unidos   | 114              |                |                |                  |                  |  |         |             |             |         |                |              |             |  |
|  | Egipto           | 45               |                |                |                  |                  |  |         |             |             |         |                |              |             |  |
|  | Egipto           | 45               |                | Estados Unidos | 95               |                  |  |         |             |             |         |                |              |             |  |
|  |                  |                  |                | Estados Unidos | 95               |                  |  |         |             |             |         |                |              |             |  |
|  |                  |                  | Japón          | 59             |                  |                  |  |         |             |             |         |                |              |             |  |
|  | Japón            | 100              | Japón          | 59             |                  |                  |  |         |             |             |         |                |              |             |  |
|  | Japón            | 100              |                |                |                  |                  |  |         |             |             |         |                |              |             |  |
|  | Malí             | 60               |                |                |                  |                  |  |         |             |             |         |                |              |             |  |
|  | Malí             | 60               |                |                |                  |                  |  |         |             |             |         | Estados Unidos | 84           |             |  |
|  |                  |                  |                |                |                  |                  |  |         |             |             |         | Estados Unidos | 84           |             |  |
|  |                  |                  | Canadá         | 64             |                  |                  |  |         |             |             |         |                |              |             |  |
|  | Puerto Rico      | 50               | Canadá         | 64             |                  |                  |  |         |             |             |         |                |              |             |  |
|  | Puerto Rico      | 50               |                |                |                  |                  |  |         |             |             |         |                |              |             |  |
|  | Canadá           | 84               |                |                |                  |                  |  |         |             |             |         |                |              |             |  |
|  | Canadá           | 84               |                | Canadá         | 82               |                  |  |         |             |             |         |                |              |             |  |
|  |                  |                  |                | Canadá         | 82               |                  |  |         |             |             |         |                |              |             |  |
|  |                  |                  | Finlandia      | 44             |                  |                  |  |         |             |             |         |                |              |             |  |
|  | Finlandia        | 78               | Finlandia      | 44             |                  |                  |  |         |             |             |         |                |              |             |  |
|  | Finlandia        | 78               |                |                |                  |                  |  |         |             |             |         |                |              |             |  |
|  | Nueva Zelanda    | 55               |                |                |                  |                  |  |         |             |             |         |                |              |             |  |
|  | Nueva Zelanda    | 55               |                |                |                  |                  |  | Canadá  | 77          |             |         |                |              |             |  |
|  |                  |                  |                |                |                  |                  |  | Canadá  | 77          |             |         |                |              |             |  |
|  |                  |                  | España         | 73             |                  |                  |  |         |             |             |         |                |              |             |  |
|  | Australia        | 89               | España         | 73             |                  |                  |  |         |             |             |         |                |              |             |  |
|  | Australia        | 89               |                |                |                  |                  |  |         |             |             |         |                |              |             |  |
|  | China Taipéi     | 45               |                |                |                  |                  |  |         |             |             |         |                |              |             |  |
|  | China Taipéi     | 45               |                | Australia      | 58               |                  |  |         |             |             |         | Tercer lugar   | Tercer lugar |             |  |
|  |                  |                  |                | Australia      | 58               |                  |  |         |             |             |         | Tercer lugar   | Tercer lugar |             |  |
|  |                  |                  | España         | 71             |                  |                  |  |         |             |             |         |                |              |             |  |
|  | España           | 83               | España         | 71             |                  |                  |  |         |             |             | Francia | 39             |              |             |  |
|  | España           | 83               |                |                |                  |                  |  |         |             |             | Francia | 39             |              |             |  |
|  | México           | 32               |                |                |                  |                  |  |         |             |             |         |                | España       | 47          |  |
|  | México           | 32               |                |                |                  |                  |  |         |             |             |         |                | España       | 47          |  |
|  |                  |                  |                |                |                  |                  |  |         |             |             |         |                |              |             |  |

#### Octavos de final
| 17 de julio | Croacia                                            | 59–63                                 | Francia                                                  | Irapuato |  |
| 20:00       | Parciales: 15-18, 22-14, 10-16, 12-15              | Parciales: 15-18, 22-14, 10-16, 12-15 | Parciales: 15-18, 22-14, 10-16, 12-15                    | |  |
|             | Estadísticas Vukosa 20 Vukosa 12 Bilic 5 Vukosa 29 | Reporte Pts Reb Asts Val              | Estadísticas 17 Loubens 13 Bentoumi 4 Loubens 27 Loubens | Pabellón: Inforum Asistencia: 613 espectadores Árbitros: Orlando José Varela Díaz Chuen Wing Leong Larissa Sales Rodrigues |  |

| 17 de julio | Argentina                                                                    | 49–67                               | Italia                                                             | León |  |
| 18:00       | Parciales: 21-18, 9-18, 10-14, 9-17                                          | Parciales: 21-18, 9-18, 10-14, 9-17 | Parciales: 21-18, 9-18, 10-14, 9-17                                | |  |
|             | Estadísticas Depetris, Morell 16 Barrionuevo 11 Barrionuevo 5 Barrionuevo 16 | Reporte Pts Reb Asts Val            | Estadísticas 11 D'este 12 Mohamud 4 Giacchetti, Mohamud 14 Mohamud | Pabellón: Domo de la Feria Asistencia: 200 espectadores Árbitros: James Griguol Petar Pesic Issam Al Siyabi |  |

| 17 de julio | Estados Unidos                                                   | 114–45                               | Egipto                                                          | Irapuato |  |
| 17:30       | Parciales: 27-7, 28-10, 35-13, 24-15                             | Parciales: 27-7, 28-10, 35-13, 24-15 | Parciales: 27-7, 28-10, 35-13, 24-15                            | |  |
|             | Estadísticas Robinson, Swain 20 Woliczko 9 Lampley 7 Woliczko 22 | Reporte Pts Reb Asts Val             | Estadísticas 13 Abouelghait 5 Elgoly 3 Abouelghait 5 Alhalawany | Pabellón: Inforum Asistencia: 400 espectadores Árbitros: Juozas Barkauskas Yezid Valentine Carreño Pinzon Jesús López Díaz |  |

| 17 de julio | Japón                                          | 100–60                                | Malí                                                 | León |  |
| 15:30       | Parciales: 29-15, 15-18, 22-14, 34-13          | Parciales: 29-15, 15-18, 22-14, 34-13 | Parciales: 29-15, 15-18, 22-14, 34-13                | |  |
|             | Estadísticas Goto 20 Abe 7 Yamada 10 Yamada 20 | Reporte Pts Reb Asts Val              | Estadísticas 14 Mariko 8 Diarriso 4 Diarra 15 Mariko | Pabellón: Domo de la Feria Asistencia: 50 espectadores Árbitros: Mihkel Männiste Kevin Lei Natascha Onono |  |

| 17 de julio | Puerto Rico                                          | 50–84                                | Canadá                                            | Irapuato                                                                                          |  |
| 15:00       | Parciales: 14-20, 18-23, 16-17, 2-24                 | Parciales: 14-20, 18-23, 16-17, 2-24 | Parciales: 14-20, 18-23, 16-17, 2-24              |                                                                                                   |  |
|             | Estadísticas Robles 18 Jackson 8 Robles 4' Robles 20 | Reporte Pts Reb Asts Val             | Estadísticas 21 Makeer 9 Prawl 6 Swords 30 Makeer | Pabellón: Inforum Asistencia: 386 espectadores Árbitros: Aline García Cisil Güngör Martin Davison |  |

| 17 de julio | Finlandia                                      | 78–55                                 | Nueva Zelanda                                     | León |  |
| 13:00       | Parciales: 26-16, 26-11, 11-15, 15-13          | Parciales: 26-16, 26-11, 11-15, 15-13 | Parciales: 26-16, 26-11, 11-15, 15-13             | |  |
|             | Estadísticas Ogun 17 Ogun 15 Talonen 5 Ogun 26 | Reporte Pts Reb Asts Val              | Estadísticas 9 Flavell 8 Sefo 3 Flavell 11 Hickey | Pabellón: Domo de la Feria Asistencia: 134 espectadores Árbitros: Ji Youn Lee Ruben Woolcock Paulina Karolina Gajdosz |  |

| 17 de julio | Australia                                                         | 89–45                                | China Taipéi                            | Irapuato                                                                                                  |  |
| 12:30       | Parciales: 22-6, 25-10, 26-17, 16-12                              | Parciales: 22-6, 25-10, 26-17, 16-12 | Parciales: 22-6, 25-10, 26-17, 16-12    | |  |
|             | Estadísticas Somfai 14 Dakic, Crook 7 Russell, Petrie 5 Somfai 17 | Reporte Pts Reb Asts Val             | Estadísticas 11 Wu 5 Chang 3 Peng 13 Wu | Pabellón: Inforum Asistencia: 100 espectadores Árbitros: Fernando Calatrava Silvia Marziali Claudio Eiuba |  |

| 17 de julio | España                                                      | 83–32                              | México                                                                        | León |  |
| 20:30       | Parciales: 14-13, 32-4, 14-7, 23-8                          | Parciales: 14-13, 32-4, 14-7, 23-8 | Parciales: 14-13, 32-4, 14-7, 23-8                                            | |  |
|             | Estadísticas Domínguez 16 Domínguez 9 Cargol 5 Domínguez 23 | Reporte Pts Reb Asts Val           | Estadísticas 11 Acuña 6 Le Baron 3 Guzmán, Olalde, S. Acuña 4 Le Baron, Acuña | Pabellón: Domo de la Feria Asistencia: 473 espectadores Árbitros: Ventsislav Velikov Edwin Quiles Rodríguez Jing Hu |  |

### Cuadro por el 9º-16º lugar
|  | Partido 13.eɾ lugar | Partido 13.eɾ lugar |               |        | Semifinales 13º-16º | Semifinales 13º-16º |               |             | Cuartos de final 9º-16º | Cuartos de final 9º-16º |        |              | Semifinales 9º-12º | Semifinales 9º-12º |  |  | Partido 9º lugar | Partido 9º lugar |
|  |                     |                     |               |        |                     |                     |               |             |                         |                         |        |              |                    |                    |  |  |                  |                  |
|  |                     |                     |               |        |                     |                     |               |             | 19 de julio             |                         |        |              |                    |                    |  |  |                  |                  |
|  |                     |                     |               |        |                     |                     |               |             |                         |                         |        |              |                    |                    |  |  |                  |                  |
|  | 21 de julio         | 21 de julio         |               |        | 20 de julio         | 20 de julio         |               |             | México                  | 80                      |        |              | 20 de julio        | 20 de julio        |  |  | 21 de julio      | 21 de julio      |
|  | 21 de julio         | 21 de julio         |               |        | 20 de julio         | 20 de julio         |               |             | México                  | 80                      |        |              | 20 de julio        | 20 de julio        |  |  | 21 de julio      | 21 de julio      |
|  | 21 de julio         | 21 de julio         |               |        | 20 de julio         | 20 de julio         | China Taipéi  | 95          |                         |                         |        |              | 20 de julio        | 20 de julio        |  |  | 21 de julio      | 21 de julio      |
|  | 21 de julio         | 21 de julio         |               | México | 61                  |                     | China Taipéi  | 95          |                         |                         |        | China Taipéi | 70                 |                    |  |  | 21 de julio      | 21 de julio      |
|  | 21 de julio         | 21 de julio         | 19 de julio   | México | 61                  |                     |               |             |                         |                         |        | China Taipéi | 70                 |                    |  |  | 21 de julio      | 21 de julio      |
|  | 21 de julio         | 21 de julio         |               |        | Puerto Rico         | 65                  |               |             | Nueva Zelanda           | 66                      |        |              |                    |                    |  |  | 21 de julio      | 21 de julio      |
|  | 21 de julio         | 21 de julio         | Nueva Zelanda | 79     | Puerto Rico         | 65                  |               |             | Nueva Zelanda           | 66                      |        |              |                    |                    |  |  | 21 de julio      | 21 de julio      |
|  | 21 de julio         | 21 de julio         | Nueva Zelanda | 79     |                     |                     |               |             |                         |                         |        |              |                    |                    |  |  | 21 de julio      | 21 de julio      |
|  | 21 de julio         | 21 de julio         |               |        | Puerto Rico         | 76                  |               |             |                         |                         |        |              |                    |                    |  |  | 21 de julio      | 21 de julio      |
|  | Puerto Rico         | 54                  |               |        | Puerto Rico         | 76                  | China Taipéi  | 74          |                         |                         |        |              |                    |                    |  |  |                  |                  |
|  | Puerto Rico         | 54                  | 19 de julio   |        |                     |                     | China Taipéi  | 74          |                         |                         |        |              |                    |                    |  |  |                  |                  |
|  | Malí                | 65                  |               |        | Croacia             | 86                  |               |             |                         |                         |        |              |                    |                    |  |  |                  |                  |
|  | Malí                | 65                  | Malí          | 52     | Croacia             | 86                  |               |             |                         |                         |        |              |                    |                    |  |  |                  |                  |
|  |                     |                     | Malí          | 52     | 20 de julio         | 20 de julio         | 20 de julio   | 20 de julio |                         |                         |        |              |                    |                    |  |  |                  |                  |
|  |                     |                     | Egipto        | 55     | 20 de julio         | 20 de julio         | 20 de julio   | 20 de julio |                         |                         |        |              |                    |                    |  |  |                  |                  |
|  | Partido 15º lugar   | Partido 15º lugar   | Egipto        | 55     | Malí                | 78                  |               |             |                         |                         | Egipto | 51           | Partido 11º lugar  | Partido 11º lugar  |  |  |                  |                  |
|  | Partido 15º lugar   | Partido 15º lugar   | 19 de julio   |        | Malí                | 78                  |               |             |                         |                         | Egipto | 51           | Partido 11º lugar  | Partido 11º lugar  |  |  |                  |                  |
|  | 21 de julio         | 21 de julio         |               |        | Argentina           | 67                  |               |             | Croacia                 | 91                      |        |              | 21 de julio        | 21 de julio        |  |  |                  |                  |
|  | México              | 75                  | Argentina     | 73     | Argentina           | 67                  | Nueva Zelanda | 59          | Croacia                 | 91                      |        |              |                    |                    |  |  |                  |                  |
|  | México              | 75                  | Argentina     | 73     |                     |                     | Nueva Zelanda | 59          |                         |                         |        |              |                    |                    |  |  |                  |                  |
|  | Argentina           | 57                  |               |        | Croacia             | 91                  |               |             | Egipto                  | 62                      |        |              |                    |                    |  |  |                  |                  |

#### Cuartos de final del 9º–16º lugar
| 19 de julio | Malí                                                       | 52–55                                 | Egipto                                                                   | Irapuato                                                                                                   |  |
| 12:30       | Parciales: 15-15, 10-12, 10-16, 17-12                      | Parciales: 15-15, 10-12, 10-16, 17-12 | Parciales: 15-15, 10-12, 10-16, 17-12                                    | |  |
|             | Estadísticas Keita 11 Mariko 13 Dembele, Keita 4 Mariko 12 | Reporte Pts Reb Asts Val              | Estadísticas 14 J. Elbaz 13 Ahmed, Abouelghait 3 Abouelghait 17 Elhemaly | Pabellón: Inforum Asistencia: 116 espectadores Árbitros: Fernando Calatrava Yana Nikogossyan Claudio Eiuba |  |

| 19 de julio | Argentina                                                                    | 73–91                                 | Croacia                                                                 | Irapuato                                                                                            |  |
| 15:00       | Parciales: 16-21, 19-18, 18-25, 20-27                                        | Parciales: 16-21, 19-18, 18-25, 20-27 | Parciales: 16-21, 19-18, 18-25, 20-27                                   | |  |
|             | Estadísticas Barrionuevo 17 Morell 11 Depetris, Barrionuevo 5 Barrionuevo 21 | Reporte Pts Reb Asts Val              | Estadísticas 24 Bilic 20 Vukosa 4 Arnautovic, Pavic, Zlatoper 37 Vukosa | Pabellón: Inforum Asistencia: 100 espectadores Árbitros: Juozas Barkauskas Kevin Lei Martin Davison |  |

| 19 de julio | Nueva Zelanda                                          | 79–76                                 | Puerto Rico                                         | Irapuato                                                                                               |  |
| 17:30       | Parciales: 32-14, 21-10, 12-23, 14-29                  | Parciales: 32-14, 21-10, 12-23, 14-29 | Parciales: 32-14, 21-10, 12-23, 14-29               | |  |
|             | Estadísticas Flavell 24 Flavell 7 Flavell 8 Flavell 33 | Reporte Pts Reb Asts Val              | Estadísticas 27 Robles 7 de Leon 6 Robles 26 Robles | Pabellón: Inforum Asistencia: 624 espectadores Árbitros: Franko Gracin Larissa Sales Rodrigues Jing Hu |  |

| 19 de julio | México                                                    | 80–95                                 | China Taipéi                            | Irapuato |  |
| 20:00       | Parciales: 13-27, 20-21, 26-30, 21-17                     | Parciales: 13-27, 20-21, 26-30, 21-17 | Parciales: 13-27, 20-21, 26-30, 21-17   | |  |
|             | Estadísticas Castillo 27 Castillo 14 Acuña 11 Castillo 31 | Reporte Pts Reb Asts Val              | Estadísticas 21 Pan 7 Wang 8 Pan 32 Pan | Pabellón: Inforum Asistencia: 1800 espectadores Árbitros: Chuen Wing Leong Alexandra-Ioana Stan Issam Al Siyabi |  |

#### Semifinales del 13º–16º lugar
| 20 de julio | Malí                                                      | 78–67                                 | Argentina                                                  | Irapuato |  |
| 12:30       | Parciales: 16-12, 18-17, 18-26, 26-12                     | Parciales: 16-12, 18-17, 18-26, 26-12 | Parciales: 16-12, 18-17, 18-26, 26-12                      | |  |
|             | Estadísticas Mariko 23 A. Samake 14 Diarra 6 A. Samake 21 | Reporte Pts Reb Asts Val              | Estadísticas 18 Canello 10 Canello 7 Barrionuevo 2 Canello | Pabellón: Inforum Asistencia: 100 espectadores Árbitros: Juozas Barkauskas Alexandra-Ioana Stan Martin Davison |  |

| 20 de julio | México                                             | 61–65                                 | Puerto Rico                                          | Irapuato                                                                                              |  |
| 15:00       | Parciales: 23-13, 14-18, 11-23, 13-11              | Parciales: 23-13, 14-18, 11-23, 13-11 | Parciales: 23-13, 14-18, 11-23, 13-11                | |  |
|             | Estadísticas Castillo 18 Henry 12 Acuña 8 Acuña 16 | Reporte Pts Reb Asts Val              | Estadísticas 17 Guerra 7 Jackson 2 Robles 17 Jackson | Pabellón: Inforum Asistencia: 438 espectadores Árbitros: Franko Gracin Issam Al Siyabi Natascha Onono |  |

#### Semifinales del 9º–12º lugar
| 20 de julio | Egipto                                                        | 51–91                                | Croacia                                                        | Irapuato |  |
| 17:30       | Parciales: 2-32, 17-17, 16-25, 16-17                          | Parciales: 2-32, 17-17, 16-25, 16-17 | Parciales: 2-32, 17-17, 16-25, 16-17                           | |  |
|             | Estadísticas Elhemaly 13 Abouelghait 10 Elgendy 2 Elhemaly 11 | Reporte Pts Reb Asts Val             | Estadísticas 18 Vukic, Vukosa 10 Vukosa 5 Arnautovic 21 Vukosa | Pabellón: Inforum Asistencia: 150 espectadores Árbitros: Chuen Wing Leong Kevin Lei Larissa Sales Rodrigues |  |

| 20 de julio | China Taipéi                                    | 70–66                                 | Nueva Zelanda                                        | Irapuato |  |
| 20:00       | Parciales: 18-21, 17-10, 23-13, 12-22           | Parciales: 18-21, 17-10, 23-13, 12-22 | Parciales: 18-21, 17-10, 23-13, 12-22                | |  |
|             | Estadísticas Peng 19 Pan, Peng 10 Pan 7 Peng 26 | Reporte Pts Reb Asts Val              | Estadísticas 15 Flavell 11 Sefo 4 Flavell 20 Karauna | Pabellón: Inforum Asistencia: 235 espectadores Árbitros: Fernando Calatrava Yana Nikogossyan Jesús López Díaz |  |

#### Partido por el 15º lugar
| 21 de julio | México                                          | 75–57                                 | Argentina                                                    | Irapuato                                                                                             |  |
| 10:00       | Parciales: 15-16, 19-16, 24-13, 17-12           | Parciales: 15-16, 19-16, 24-13, 17-12 | Parciales: 15-16, 19-16, 24-13, 17-12                        | |  |
|             | Estadísticas Ochoa 16 Henry 12 Acuña 8 Ochoa 22 | Reporte Pts Reb Asts Val              | Estadísticas 16 Depetris 8 Boullon 7 Barrionuevo 13 Depetris | Pabellón: Inforum Asistencia: 300 espectadores Árbitros: Franko Gracin Issam Al Siyabi Claudio Eiuba |  |

#### Partido por el 13º lugar
| 21 de julio | Puerto Rico                                                         | 54–65                                 | Malí                                                          | Irapuato                                                                                             |  |
| 12:30       | Parciales: 10-23, 13-14, 13-12, 18-16                               | Parciales: 10-23, 13-14, 13-12, 18-16 | Parciales: 10-23, 13-14, 13-12, 18-16                         | |  |
|             | Estadísticas Guerra, Robles 13 Centeno, Robles 5 Robles 6 Robles 16 | Reporte Pts Reb Asts Val              | Estadísticas 19 Mariko 15 A. Samake 5 Diarra, Keita 18 Mariko | Pabellón: Inforum Asistencia: 152 espectadores Árbitros: Chuen Wing Leong Kevin Lei Yana Nikogossyan |  |

#### Partido por el 11.º lugar
| 21 de julio | Nueva Zelanda                                        | 59–62                                | Egipto                                                            | Irapuato |  |
| 15:00       | Parciales: 23-17, 13-12, 9-14, 14-19                 | Parciales: 23-17, 13-12, 9-14, 14-19 | Parciales: 23-17, 13-12, 9-14, 14-19                              | |  |
|             | Estadísticas Flavell 16 Sefo 9 Heather 10 Flavell 17 | Reporte Pts Reb Asts Val             | Estadísticas 19 Abouelghait 9 Abouelghait 6 Elgoly 23 Abouelghait | Pabellón: Inforum Asistencia: 500 espectadores Árbitros: Fernando Calatrava Larissa Sales Rodrigues Jesús López Díaz |  |

#### Partido por el 9º lugar
| 21 de julio | China Taipéi                                 | 74–86                                 | Croacia                                                        | Irapuato |  |
| 17:30       | Parciales: 23-21, 14-24, 15-23, 24-18        | Parciales: 23-21, 14-24, 15-23, 24-18 | Parciales: 23-21, 14-24, 15-23, 24-18                          | |  |
|             | Estadísticas Peng 19 Y. Hsu 9 Peng 9 Peng 17 | Reporte Pts Reb Asts Val              | Estadísticas 31 Vukosa 24 Vukosa 5 Arnautovic, Bilic 50 Vukosa | Pabellón: Inforum Asistencia: 193 espectadores Árbitros: Juozas Barkauskas Alexandra-Ioana Stan Martin Davison |  |

### Cuadro por el 5º-8º lugar
|  | Semifinales 5º-8º | Semifinales 5º-8º |           |       | Partido 5º lugar | Partido 5º lugar |  |
|  | 20 de julio       | 20 de julio       |           |       | 21 de julio      | 21 de julio      |  |
|  |                   |                   |           |       |                  |                  |  |
|  |                   |                   |           |       |                  |                  |  |
|  | Japón             | 66                |           |       |                  |                  |  |
|  | Japón             | 66                |           |       |                  |                  |  |
|  | Italia            | 60                |           |       |                  |                  |  |
|  | Italia            | 60                |           | Japón | 64               |                  |  |
|  |                   |                   |           | Japón | 64               |                  |  |
|  |                   |                   | Australia | 67    |                  |                  |  |
|  | Australia         | 78                | Australia | 67    |                  |                  |  |
|  | Australia         | 78                |           |       |                  |                  |  |
|  | Finlandia         | 61                |           |       | Partido 7º lugar | Partido 7º lugar |  |
|  | Finlandia         | 61                |           |       | Partido 7º lugar | Partido 7º lugar |  |
|  |                   |                   |           |       |                  |                  |  |
|  |                   |                   |           |       | Italia           | 73               |  |
|  |                   |                   |           |       | Italia           | 73               |  |
|  |                   |                   |           |       | Finlandia        | 64               |  |
|  |                   |                   |           |       | Finlandia        | 64               |  |
|  |                   |                   |           |       |                  |                  |  |

#### Semifinales del 5º–8º lugar
| 21 de julio | Japón                                                          | 66–60                                 | Italia                                                             | León |  |
| 12:00       | Parciales: 22-15, 19-21, 15-14, 10-10                          | Parciales: 22-15, 19-21, 15-14, 10-10 | Parciales: 22-15, 19-21, 15-14, 10-10                              | |  |
|             | Estadísticas Goto 24 Hamada, Suzuki, Yamada 6 Suziki 4 Goto 17 | Reporte Pts Reb Asts Val              | Estadísticas 22 Mohamud 13 Mohamud 3 E. D'este, Mohamud 30 Mohamud | Pabellón: Domo de la Feria Asistencia: 50 espectadores Árbitros: Petar Pesic Cisil Güngör Franco Ronconi |  |

| 21 de julio | Australia                                        | 78–61                                 | Finlandia                                                 | León |  |
| 14:30       | Parciales: 21-22, 21-11, 13-16, 23-12            | Parciales: 21-22, 21-11, 13-16, 23-12 | Parciales: 21-22, 21-11, 13-16, 23-12                     | |  |
|             | Estadísticas Somfai 19 Ryan 8 Perkins 10 Ryan 23 | Reporte Pts Reb Asts Val              | Estadísticas 12 Mace, Loukola 8 Ogun 3 Talonen 16 Loukola | Pabellón: Domo de la Feria Asistencia: 115 espectadores Árbitros: Edwin Quiles Rodríguez Orlando José Varela Díaz Aline García |  |

#### Partido por el 7º lugar
| 21 de julio | Finlandia                                        | 64–73                                 | Italia                                                       | León |  |
| 12:00       | Parciales: 13-17, 13-23, 20-18, 18-15            | Parciales: 13-17, 13-23, 20-18, 18-15 | Parciales: 13-17, 13-23, 20-18, 18-15                        | |  |
|             | Estadísticas Ogun 12 Ogun 14 Luukkanen 4 Ogun 15 | Reporte Pts Reb Asts Val              | Estadísticas 13 D'este 16 D'este 10 Giacchetti 21 Giacchetti | Pabellón: Domo de la Feria Asistencia: 75 espectadores Árbitros: Petar Pesic Aline García Franco Ronconi |  |

#### Partido por el 5º lugar
| 21 de julio | Australia                                        | 67–64                                 | Japón                                              | León |  |
| 14:30       | Parciales: 18-16, 15-15, 23-21, 11-12            | Parciales: 18-16, 15-15, 23-21, 11-12 | Parciales: 18-16, 15-15, 23-21, 11-12              | |  |
|             | Estadísticas Ryan 25 Perkins 8 Russell 6 Ryan 22 | Reporte Pts Reb Asts Val              | Estadísticas 23 Hamada 7 Yamada 3 Hamada 18 Yamada | Pabellón: Domo de la Feria Asistencia: 75 espectadores Árbitros: Ventsislav Velikov Orlando José Varela Díaz Ji Youn Lee |  |

### Fase final

#### Cuartos de final
| 19 de julio | Italia                                              | 51–83                                 | Francia                                                | León |  |
| 13:00       | Parciales: 11-27, 15-15, 11-18, 14-23               | Parciales: 11-27, 15-15, 11-18, 14-23 | Parciales: 11-27, 15-15, 11-18, 14-23                  | |  |
|             | Estadísticas Mohamud 17 D'este 7 Ostoni 4 Zanetti 9 | Reporte Pts Reb Asts Val              | Estadísticas 17 Cisse 9 Bentoumi 6 Risacher 25 Loubens | Pabellón: Domo de la Feria Asistencia: 143 espectadores Árbitros: Mihkel Männiste Aline García Ruben Woolcock |  |

| 19 de julio | Japón                                       | 59–95                                 | Estados Unidos                                           | León |  |
| 15:30       | Parciales: 12-28, 11-22, 19-13, 17-32       | Parciales: 12-28, 11-22, 19-13, 17-32 | Parciales: 12-28, 11-22, 19-13, 17-32                    | |  |
|             | Estadísticas Goto 19 Abe 6 Yamada 4 Goto 10 | Reporte Pts Reb Asts Val              | Estadísticas 32 Woliczko 17 Woliczko 7 Bjorn 32 Woliczko | Pabellón: Domo de la Feria Asistencia: 120 espectadores Árbitros: James Griguol Paulina Karolina Gajdosz Yezid Valentine Carreño Pinzon |  |

| 19 de julio | España                                           | 71–58                                 | Australia                                                      | León |  |
| 18:00       | Parciales: 15-11, 21-14, 15-17, 20-16            | Parciales: 15-11, 21-14, 15-17, 20-16 | Parciales: 15-11, 21-14, 15-17, 20-16                          | |  |
|             | Estadísticas Okeke 28 Okeke 10 García 8 Okeke 33 | Reporte Pts Reb Asts Val              | Estadísticas 13 Perkins 6 Petrie 2 Lehmann, Perkins 10 Jackson | Pabellón: Domo de la Feria Asistencia: 361 espectadores Árbitros: Orlando José Varela Díaz Cisil Güngör Petar Pesic |  |

| 19 de julio | Finlandia                                                        | 44–82                               | Canadá                                           | León |  |
| 20:30       | Parciales: 15-24, 9-13, 9-18, 11-27                              | Parciales: 15-24, 9-13, 9-18, 11-27 | Parciales: 15-24, 9-13, 9-18, 11-27              | |  |
|             | Estadísticas Talonen, Luukkanen 11 Ogun 7 Talonen 3 Luukkanen 10 | Reporte Pts Reb Asts Val            | Estadísticas 15 Makeer 8 Prawl 3 Arije 20 Makeer | Pabellón: Domo de la Feria Asistencia: 205 espectadores Árbitros: Ventsislav Velikov Silvia Marziali Franco Ronconi |  |

#### Semifinales
| 20 de julio | Estados Unidos                                                     | 84–66                                 | Francia                                                             | León |  |
| 17:30       | Parciales: 14-24, 16-16, 25-15, 29-11                              | Parciales: 14-24, 16-16, 25-15, 29-11 | Parciales: 14-24, 16-16, 25-15, 29-11                               | |  |
|             | Estadísticas Robinson 29 Robinson 12 Swain, Woliczko 4 Robinson 26 | Reporte Pts Reb Asts Val              | Estadísticas 20 Risacher 8 Risacher 3 Simplot, Bentoumi 23 Risacher | Pabellón: Domo de la Feria Asistencia: 400 espectadores Árbitros: Ventsislav Velikov Ji Youn Lee Yezid Valentine Carreño Pinzon |  |

| 20 de julio | España                                          | 73–77                                 | Canadá                                             | León |  |
| 20:30       | Parciales: 20-11, 19-23, 18-20, 16-23           | Parciales: 20-11, 19-23, 18-20, 16-23 | Parciales: 20-11, 19-23, 18-20, 16-23              | |  |
|             | Estadísticas Sanz 17 Mouriño 8 García 7 Díaz 17 | Reporte Pts Reb Asts Val              | Estadísticas 21 Makeer 12 Makeer 7 Prawl 31 Makeer | Pabellón: Domo de la Feria Asistencia: 528 espectadores Árbitros: James Griguol Silvia Marziali Ruben Woolcock |  |

#### Partido por la medalla de bronce
| 21 de julio | España                                              | 47–39                              | Francia                                                  | León |  |
| 17:30       | Parciales: 14-18, 14-6, 6-5, 13-10                  | Parciales: 14-18, 14-6, 6-5, 13-10 | Parciales: 14-18, 14-6, 6-5, 13-10                       | |  |
|             | Estadísticas García 15 García 10 García 4 García 31 | Reporte Pts Reb Asts Val           | Estadísticas 11 Broliron 10 Risacher 3 Kavoka 9 Bentoumi | Pabellón: Domo de la Feria Asistencia: 300 espectadores Árbitros: Ruben Woolcock Edwin Quiles Rodríguez Cisil Güngör |  |

#### Final
| 21 de julio | Canadá                                                             | 64–84                                 | Estados Unidos                                        | León |  |
| 20:30       | Parciales: 17-16, 13-25, 21-18, 13-25                              | Parciales: 17-16, 13-25, 21-18, 13-25 | Parciales: 17-16, 13-25, 21-18, 13-25                 | |  |
|             | Estadísticas Swords 15 Makeer 10 Denis 3 Swords, Wheeler, Prawl 13 | Reporte Pts Reb Asts Val              | Estadísticas 25 Robinson 12 Palmer 5 Abii 23 Woliczko | Pabellón: Domo de la Feria Asistencia: 2273 espectadores Árbitros: Mihkel Männiste Paulina Karolina Gajdosz James Griguol |  |

| Bandera de Estados Unidos         |
| Campeón Estados Unidos 6.° título |

## Medallero
| Canadá | Estados Unidos | España |

## Clasificación final
| Pos.              | Equipo         | Balance |
| ----------------- | -------------- | ------- |
| Medalla de oro    | Estados Unidos | 7 - 0   |
| Medalla de plata  | Canadá         | 6 - 1   |
| Medalla de bronce | España         | 6 - 1   |
| 4º                | Francia        | 4 - 3   |
| 5º                | Australia      | 5 - 2   |
| 6º                | Japón          | 4 - 3   |
| 7º                | Italia         | 5 - 2   |
| 8º                | Finlandia      | 2 - 5   |
| 9º                | Croacia        | 4 - 3   |
| 10º               | China Taipéi   | 3 - 4   |
| 11º               | Egipto         | 2 - 5   |
| 12º               | Nueva Zelanda  | 3 - 4   |
| 13º               | Malí           | 3 - 4   |
| 14º               | Puerto Rico    | 1 - 6   |
| 15º               | México         | 1 - 6   |
| 16º               | Argentina      | 0 - 7   |

### Equipo ideal
- Mejor jugadora del campeonato —MVP—: Jerzy Robinson ( Estados Unidos) [1]

| Posición | Nombre           | País           |
| -------- | ---------------- | -------------- |
| Base     | Jerzy Robinson   | Estados Unidos |
| Alero    | McKenna Woliczko | Estados Unidos |
| Pivot    | Sara Okeke       | España         |
| Base     | Agot Akol Makeer | Canadá         |
| Base     | Ainhoa Risacher  | Francia        |